# Gluphisia amurensis
Gluphisia amurensis är en fjärilsart som beskrevs av Karl Grünberg 1912. Gluphisia amurensis ingår i släktet Gluphisia och familjen tandspinnare. Inga underarter finns listade i Catalogue of Life.